# Chiesa di San Cesareo de Appia
La chiesa di San Cesareo de Appia, detta comunemente ed erroneamente San Cesareo in Palatio, è un luogo di culto cattolico di Roma, nel rione Celio, presso la porta San Sebastiano. Il santo titolare della chiesa è san Cesario, diacono e martire di Terracina.
Di proprietà statale, dal dicembre 2014 il Ministero per i beni e le attività culturali l'ha gestita tramite il Polo museale del Lazio, dal dicembre 2019 attraverso la Direzione Musei statali di Roma, e dal dicembre 2021 l'ha attribuita al Parco archeologico dell'Appia Antica.

## Storia

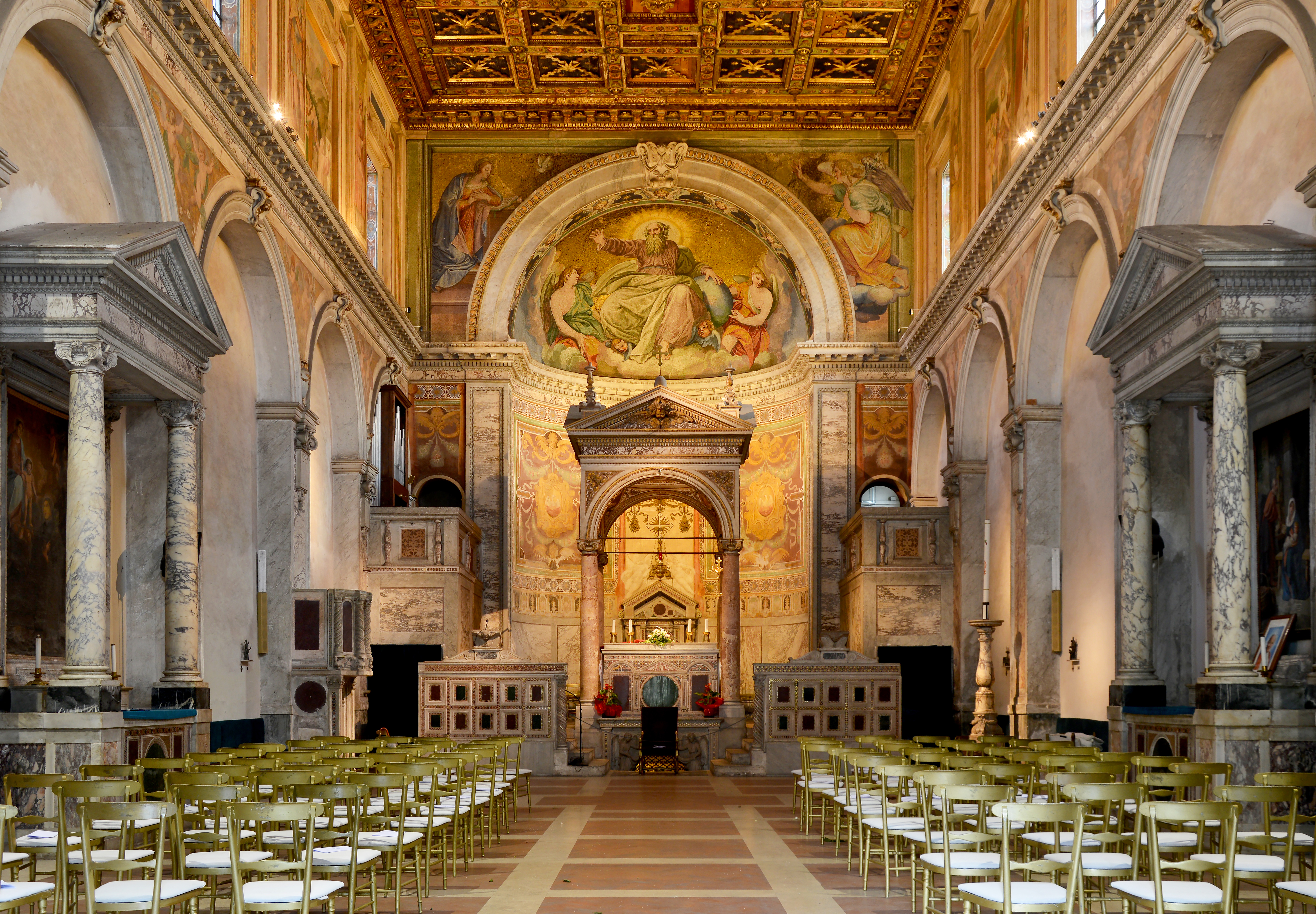
L'interno della chiesa

Questa chiesa è di origini antiche: risale all'VIII secolo e fu costruita su resti di strutture romane preesistenti, che oggi si possono osservare nei sotterranei (resti di un pavimento musivo, con scene marine del II secolo d.C.). È anche chiamata dalle fonti medievali San Cesareo in Turrim, “certamente dalla vicinanza di qualche altissima torre, delle quali la città del medio evo era irta” (Armellini, op. cit., p. 595); col XVI secolo compare anche il nome di "San Cesareo in Palatio" e questo creò molta confusione con l'omonima chiesa nel rione Campitelli.
Nel corso dei secoli la chiesa passò di mano diverse volte e fu più volte ristrutturata: nel XIV secolo fu affidata ai crociferi per fondarvi un ospedale che dava asilo ai pellegrini entrati dalla vicina porta San Sebastiano; a loro subentrarono le monache benedettine; nel XV secolo fu affidata alle cure della vicina chiesa di San Sisto Vecchio e poi a quelle della chiesa dei Santi Nereo e Achilleo; venne completamente restaurata nel XVI secolo ad opera del Cavalier d'Arpino, e poi affidata ai padri somaschi. In questa occasione furono qui trasferiti i mosaici del XIII secolo e altri arredi architettonici che si trovavano nel transetto della basilica di San Giovanni in Laterano, a quell'epoca in fase di ristrutturazione.
Il 25 aprile del 1960, nella chiesa di San Cesareo sull'Appia Antica, l'attrice Virna Lisi sposò l'architetto romano Franco Pesci. Questa chiesa piaceva molto all'attrice, tra l'altro allora era chiusa (fu riaperta al culto il 2 aprile del 1963); gli sposi fecero richiesta di averla e fu aperta appositamente per il loro matrimonio.
Il 26 giugno 1967, Karol Wojtyła, il futuro papa Giovanni Paolo II, fu creato e pubblicato cardinale di San Cesareo in Palatio, titolo che insiste appunto sulla chiesa di San Cesareo de Appia. Il cardinale Wojtyla, quando scendeva a Roma per più giorni, al mattino presto radunava i preti polacchi residenti nella capitale e con loro concelebrava Messa in San Cesareo in Palatio. Egli, inoltre, faceva aprire al custode la chiesa quando desiderava pregare da solo, inginocchiato davanti all’altare, sotto al quale due angeli marmorei sono riprodotti nell'atto di aprire un tendaggio, dando luce alla raffigurazione musiva di "S. Caesareus Diac. Mart.".
È attualmente chiusa al pubblico dal dicembre 2024 per restauri.

## Descrizione
La chiesa presenta una facciata molto sobria con un portone d'accesso preceduto da protiro con colonne di granito. L'interno si presenta a navata unica. Alle pareti laterali, tra le finestre, vi sono dei mosaici opera del Cavalier d'Arpino, con scene della vita di san Cesareo. Nel catino absidale un mosaico che raffigura Dio Padre fra gli angeli. L'altare, l'ambone, la cattedra, le transenne del presbiterio sono elementi architettonici che appartenevano alla basilica di San Giovanni: per lo più sono composti da elementi eterogenei che risalgono al XIII secolo.
Sulla cantoria alla sinistra del presbiterio si trova l'organo a canne, costruito fra il 1997 e il 1999 da Francesco Saverio Colamarino riutilizzando come consolle un organo elettrico ed applicando il sistema multiplo per i registri che, in totale, sono 39 su due manuali e pedale.